# 张鹤田
张鹤田（1948年10月—），江苏省响水县人，曾任济南军区副司令员，中将军衔。
张鹤田出生于响水县陈家港镇齐心村，11岁时赴上海读书，17岁初中毕业。1968年3月加入中国人民解放军，次年又加入中国共产党。担任过第31集团军参谋长、副军长等职。1999年晋升为少将军衔。2001年升任福建省军区司令员。2006年出任济南军区参谋长。2007年6月晋升为中将军衔。2008年1月出任济南军区副司令员。2011年退役。